# Teodoro Vilardebò Matuliche
Teodoro Miguel Simón Vilardebó Matulić (Montevideo, 9. studenog 1803. – Montevideo, 29. ožujka 1856.) je urugvajski liječnik i povjesničar, hrvatskog podrijetla.

## Životopis
Rođen je kao sin Katalonca Miquela Antonija Vilardeba i majke Martine Matulić koja je urugvajska Hrvatica (kćer Šime Matulića, rodom s otoka Brača). Nakon nemira u Urugvaju, obitelj bježi u Rio de Janeiro, a Teodoro odlazi na studije u Barcelonu i Pariz. U Parziju je 1830. završio doktorski studij. Tri godine kasnije, 1833. godine, Teodoro se vraća u Urugvaju i potvrđuje svoju liječničku diplomu.
Zajedno s Andrésom Lamasom osnovao je Institut za povijest i zemljopis Urugvaja. Psihijatrijska bolnica koja se nalazi u Aguadau, kod Montevidea, nosi njegovo ime.
Žuta groznica, koja je uzrokovala brojne smrti u Brazilu, proširila se ina Urugvaj 1856. godine. I sam Vilardebó je obolio dok je pohađao neke zaražene pacijente. Umro je 29. ožujka 1856. godine u Montevideu.

## Vanjske poveznice
- Biografia de Teodoro M.S. Vilardebò (šp.)